# Lista de municípios de Roraima por área

Com uma área de quilômetros quadrados (km²), Roraima ocupa 5,8082% da Região Norte e 2,6279% do território nacional

Esta é uma lista de todos os quinze municípios do estado de Roraima por área territorial, segundo o quadro territorial vigente em 2019. Os dados são do Instituto Brasileiro de Geografia e Estatística (IBGE) e foram atualizados pela Portaria n° 177 de 15 de maio de 2020, publicada no Diário Oficial da União (DOU) em 19 de maio seguinte. Em média, um município de Roraima possui área de 14 909,635 km².
| Posição          | Município          | Área (km²)  | % do estado |
| ---------------- | ------------------ | ----------- | ----------- |
| 1                | Caracaraí          | 47 379,903  | 21,1854     |
| 2                | Rorainópolis       | 33 579,739  | 15,0148     |
| 3                | Alto Alegre        | 28 473,45   | 12,7316     |
| 4                | Amajari            | 25 454,297  | 11,3816     |
| 5                | Iracema            | 14 011,695  | 6,2652      |
| 6                | Mucajaí            | 12 337,851  | 5,5167      |
| 7                | Caroebe            | 12 065,896  | 5,3951      |
| 8                | Uiramutã           | 8 113,598   | 3,6279      |
| 9                | Bonfim             | 8 079,914   | 3,6128      |
| 10               | Pacaraima          | 8 025,045   | 3,5883      |
| 11               | Cantá              | 7 664,831   | 3,4272      |
| 12               | Normandia          | 6 959,868   | 3,1120      |
| 13               | Boa Vista          | 5 687,037   | 2,5429      |
| 14               | São João da Baliza | 4 284,505   | 1,9158      |
| 15               | São Luiz           | 1 526,898   | 0,6827      |
| Área total (km²) | Área total (km²)   | 223 644,527 | 223 644,527 |